# Allgemeines Volkskomitee
Das Allgemeine Volkskomitee (arabisch اللجنة الشعبية العامة, DMG al-laǧna aš-šaʿbiyya al-ʿāmma) fungierte als die libysche Regierung und war das Sekretariat für verschiedene Ministerien Libyens. 
Es diente de jure als Mittler zwischen der Führung der Massen und der Staatsführung und bestand unter der Mitwirkung des eigenen Generalsekretärs aus zwanzig Sekretären von rund 600 lokalen „Basisvolkskomitees“ (BPC). Die Mitglieder wurden vom Parlament des Landes gewählt und hatten keine feste Amtszeit.